# Ridgely (Maryland)
Ridgely é uma cidade  localizada no estado americano de Maryland, no Condado de Caroline.

## Demografia
Segundo o censo americano de 2000, a sua população era de 1352 habitantes.
Em 2006, foi estimada uma população de 1485, um aumento de 133 (9.8%).

## Geografia
De acordo com o United States Census Bureau tem uma área de
2,8 km², dos quais 2,8 km² cobertos por terra e 0,0 km² cobertos por água. Ridgely localiza-se a aproximadamente 12 m acima do nível do mar.

## Localidades na vizinhança
O diagrama seguinte representa as localidades num raio de 12 km ao redor de Ridgely.